# The Neutral Ground
The Neutral Ground ist ein Dokumentarfilm des Comedian und Filmemachers CJ Hunt, der im Juni 2021 beim Tribeca Film Festival seine Premiere feierte und am 2. Juli 2021 in die US-Kinos kam.

## Inhalt

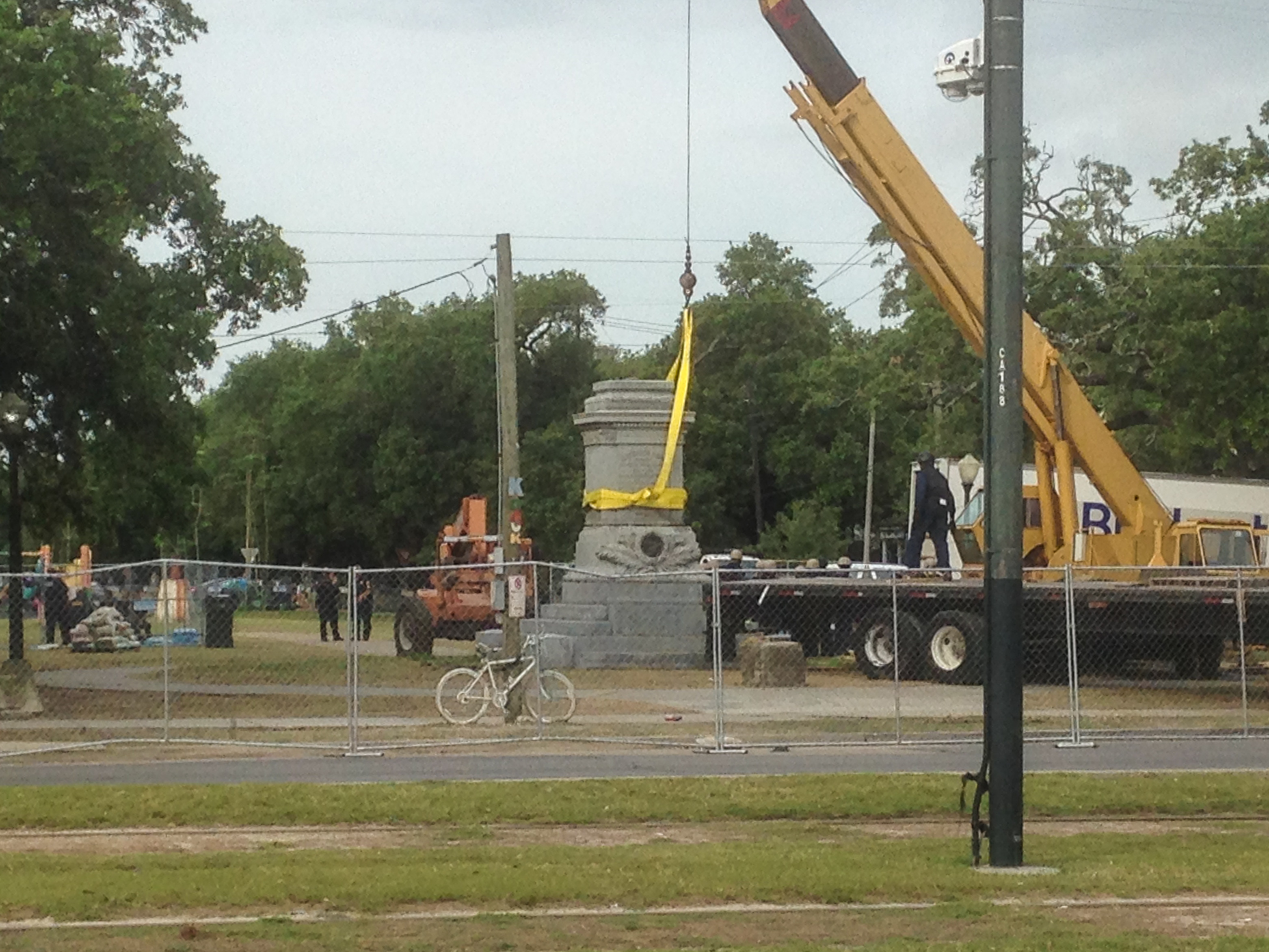
Mehr als 500 Tage nach der Abstimmung hat man Jefferson Davis von seinem Sockel gehoben

In New Orleans im Dezember 2015. Nachdem sich verschiedene Sprecher dafür oder dagegen ausgesprochen haben, die Denkmäler der Konföderierten in der Stadt abzubauen, die die Sklaverei propagierten oder als Rassisten bekannt waren, beschließt der Stadtrat von New Orleans, vier von diesen aus dem öffentlichen Raum zu entfernen. Eines der Denkmäler steht direkt vor der City Hall. CJ Hunt begleitet ab dieser Entscheidung die Geschehnisse, bis es lange Zeit später zu einer Umsetzung kommen soll. Hunt spricht mit verschiedenen Menschen, so mit Mitch Landrieu, dem Bürgermeister der Stadt, und mit Jason Williams, dem City Council President von New Orleans.
Hunt begibt sich nach Monroe und spricht mit Thomas Taylor von den Louisiana Sons of Confederate Veterans, mit der Geschichtsprofessorin der University of North Carolina at Charlotte Karen Cox und der Historikerin Christy Coleman, der Präsidentin des American Civil War Museum.
Hunt verbringt hiernach ein Wochenende mit den Mitgliedern eines Reenactment-Vereins, die Szenen aus dem Bürgerkrieg nachspielen. Hunt nimmt als Yankee verkleidet daran Teil, als sie mit Kanonen und Gewehren bewaffnet in die Schlacht ziehen. Als er seine kurzzeitigen Kameraden nach dem Kriegsspiel fragt, ob sie auch daran interessiert wären, die US-Geschichte in einem Museum zu erleben, das sich mit der Geschichte der Sklaverei in ihrem Land beschäftigt, glauben sie, so etwas sei alles Fake. Hunt fährt weiter nach Edgard in Louisiana, besucht ein solches Museum und spricht mit Ashley Rogers.
Er reist weiter nach Charlottesville in Virginia und steht dort einem gewaltbereiten Mob gegenüber, der sich lautstark für den Erhalt der Konföderierten-Statuen einsetzt. Sie spüren, dass die Stimmung dort viel aufgeladener ist, als in New Orleans. Als sie von dort wegfahren schildert Hunt sichtlich bewegt, was er dort mitansehen musste.
Wieder in Chicago setzt er sich mit seinem Vater zusammen und spricht mit ihm über das Erlebte und wie er sich selbst, eigentlich ja Comedian, in diesen Tagen als einen wütenden Menschen wahrgenommen hat. Hunt macht sich Luft und nimmt an einem Slave Rebellion Reenactment in Norco in Louisiana teil und lächelt sichtlich entspannt in die Kamera.
Zurück in New Orleans, spricht er mit Freddi Evans und Luther Gray vom Slave Trade Marker Project, die für die Einwohner und geschichtsinteressierte Touristen in der ganzen Stadt Hinweistafeln platziert haben, die an schwarze Widerständler und Helden und an einige bedeutsame Orte für die Geschichte der Sklaverei in den USA erinnern. Im Mai 2017, fast 1½ Jahre nach der Abstimmung, fällt in New Orleans auch das letzte Konföderierten-Denkmal, die Statue von Jefferson Davis, und in den ganzen USA und auch in England folgt man ihrem Beispiel.

## Produktion
Regie führte der Comedian und Filmemacher CJ Hunt, der gemeinsam mit Jane Geisler und James Hamilton auch das Drehbuch schrieb. Neben seinen Gesprächen mit Befürwortern und Gegnern der Entfernung von Konföderierten-Denkmälern aus dem öffentlichen Raum erklärt Hunt in historischen Rückblicken anhand von kleinen Zwischenspielern, warum Menschen wie Jefferson Davies, der sein Denkmal in New Orleans 1911 erhielt, als Rassisten angesehen werden müssen und wie sehr einige der durch Denkmäler geehrten Männer versuchten, die Sklaverei am Leben zu erhalten und sich auch die Väter des Landes und Kriegshelden in menschenverachtenden Kommentaren übten. Zudem verwendet Hunt einige Szenen aus Filmen, wie The Birth of a Nation und Vom Winde verweht, und Berichte im Fernsehen über die Ausschreitungen in Baton Rouge, über Barack Obama und von der Rede Donald Trumps, in der er auf beiden Seiten der Ausschreitungen in Charlottesville gute Menschen sieht. Auch Zeitungsberichte werden von Hunt verwendet, so einen, in dem sich David Duke für den Erhalt von Konföderierten-Statuen starkmacht.
Als Kameramann fungierte Paavo Hanninen. Teilweise wird Hunt auch von dem Kriegsfotografen Abdul Aziz begleitet, so in Charlottesville.
Der Film feierte am 19. Juni 2021 beim Tribeca Film Festival seine Premiere und kam am 2. Juli 2021 in die US-Kinos. Im Oktober 2021 wurde er beim London Film Festival vorgestellt, im November 2021 beim American Black Film Festival. Ende März, Anfang April 2022 wurde er bei CPH:DOX, dem International Documentary Film Festival Copenhagen, gezeigt.
Der Public Broadcasting Service bietet Begleitmaterial zum Film. The Neutral Ground wurde von den Machern für eine Oscar-Nominierung in der Kategorie Best Documentary Feature eingereicht.

## Rezeption

### Kritiken
Von den bei Rotten Tomatoes aufgeführten Kritiken sind alle positiv bei einer durchschnittlichen Bewertung mit 8,5 von 10 möglichen Punkten.
Peter Debruge von Variety schreibt, CJ Hunts abwechselnd amüsanter und wütender Essayfilm The Neutral Ground gehe über die oberflächlichen Debatten hinaus, um zu untersuchen, warum einige Südstaatler so an ihre Helden des Bürgerkriegs hängen und was die Gründe dafür sind, dass sie den Rassismus ihrer nicht allzu fernen Vergangenheit rationalisieren, anstatt sich mit dieser zu versöhnen und zu reparieren. Was diejenigen, die die Entfernung weißer Rassistenstatuen blockieren, nicht erkennen, sei, dass die Progressiven nicht darum kämpfen, die Geschichte auszulöschen, sondern sie darum kämpfen, die Hindernisse für eine vollständigere Darstellung dessen, was passiert ist, zu beseitigen, so Debruge. Der Süden mag den Bürgerkrieg verloren haben, aber im Rahmen des wackeligen Projekts der Reconstruction durften ehemalige Führer der Konföderation und ihre Angehörigen die Regeln aufstellen, was zu den Jim-Crow-Gesetzen und von der Gemeinschaft sanktionierten Lynchmorden führte. Hunts selbstironischer Stil verdecke dabei die raffinierte Argumentation des Films.

### Auszeichnungen
American Black Film Festival 2021
- Auszeichnung als Bester Dokumentarfilm[7]

Critics Choice Documentary Awards 2021
- Nominierung in der Kategorie Best Narration (CJ Hunt)[8]

Nashville Film Festival 2021
- Nominierung als Bester Dokumentarfilm für den Grand Jury Prize (CJ Hunt)[9]

New Orleans Film Festival 2021
- Auszeichnung mit dem Jury Award im Louisiana Features Competition (CJ Hunt und Darcy McKinnon)[10]

Sidewalk Film Festival 2021
- Auszeichnung mit dem Publikumspreis als Bester Dokumentarfilm (CJ Hunt)[11]